# Eberhard Sorge
Hans Eberhard Sorge (* 27. Mai 1892 in Braunlage; † 6. August 1918 in Bray-sur-Somme, Frankreich) war ein deutscher Turner.
Eberhard Sorge nahm an den Olympischen Spielen 1912 in Stockholm teil. Mit der deutschen Mannschaft belegte er im Freien System den vierten und im Mannschaftsmehrkampf den fünften Platz. Sorge studierte Theologie und diente als Sergeant und später als Secondelieutenant im Deutschen Heer. Er starb in 1918 im Ersten Weltkrieg im französischen Bray-sur-Somme.